# مسجد جامع خسروشاه
مسجد جامع خسروشاه مربوط به سده‌های متاخر دوران‌های تاریخی پس از اسلام است و در شهرستان تبریز، بخش خسروشاه، شهر خسروشاه، مسجد جامع خسروشهر واقع شده و این اثر در تاریخ ۲۸ شهریور ۱۳۸۶ با شمارهٔ ثبت ۱۹۵۶۸ به‌عنوان یکی از آثار ملی ایران به ثبت رسیده است.